# Horsemen of the Sierras
Horsemen of the Sierras è un film del 1949 diretto da Fred F. Sears.
È un western statunitense con Charles Starrett, Smiley Burnette e T. Texas Tyler. Fa parte della serie di film western della Columbia incentrati sul personaggio di Durango Kid.

## Produzione
Il film, diretto da Fred F. Sears su una sceneggiatura di Barry Shipman, fu prodotto da Colbert Clark per la Columbia Pictures e girato nel Columbia/Warner Bros. Ranch a Burbank e nell'Iverson Ranch a Chatsworth, Los Angeles, California, dal 9 al 17 marzo 1949.

## Distribuzione
Il film fu distribuito negli Stati Uniti dal 22 novembre 1949 al cinema dalla Columbia Pictures.
Altre distribuzioni:
- in Brasile (Cavaleiro das Serras)
- nel Regno Unito (Remember Me)

## Promozione
Le tagline sono:
- FEUDING SIX-GUNS SCORCH THE RANGE...in a blast of ACTION and SONG!
- TUNES ECHO TO HUMMING LEAD!
- SONG-SWEPT WESTERN THRILLER!
- FLASHING WITH ACTION! SPARKED WITH TUNES!
- STARRETT and SMILEY smash a deadly western feud!